# Gunnar Skov Andersen
Gunnar Skov Andersen (20. august 1921 – 24. november 1982) var landsformand for Det Radikale Venstre og formand for FDB. Han var gårdejer i Vrå i Vendsyssel. 

## Højskolebonde og pacifist
Gunnar Skov Andersen ejede Vrå Østergård i højskole- og stationsbyen Vrå i Nordjylland. I 1945 deltog han i Fredsvennernes Hjælpearbejde i Trøndenæs ved Harstad i Norge. Gennem mange år var han medlem af Aldrig Mere Krig, og han opstillede flere gange som radikal folketingskandidat med et pacifistisk program.

## Politiker og andelssmand
Gunnar Skov Anderen var bestyrelsesmedlem i flere andelsselskaber. 
Fra 1970 til 1978 var han medlem af Nordjyllands Amtsråd. 
Han var Det Radikale Venstres landformand fra 1974 til 1976. 
Derefter var han i en årrække formand for Fællesforeningen for Danmarks Brugsforeninger (FDB) 